# Romana (Sardenya)
Romana (en sard, Romana) és un municipi italià, dins de la província de Sàsser. L'any 2007 tenia 619 habitants. Es troba a la regió del Tataresu. Limita amb els municipis de Cossoine, Monteleone Rocca Doria, Padria, Thiesi i Villanova Monteleone.

## Administració
| Període | Identitat               | Partit        |
| ------- | ----------------------- | ------------- |
| 2006-   | Giannetto Serafino Piga | Llista cívica |